# Atentado no aeroporto dos Guararapes

Capa do Jornal do Commercio noticiando o atentado no aeroporto dos Guararapes, em 1966.

O Atentado do Aeroporto dos Guararapes trata-se da explosão de uma bomba que ocorreu no saguão do Aeroporto Internacional do Recife no dia 25 de julho de 1966, totalizando duas vítimas fatais e 14 feridos. O alvo principal do atentado era o marechal Artur da Costa e Silva, então ministro do Exército e candidato à sucessão presidencial. No mesmo dia, explodiriam outras bombas sem causar vítimas, atingindo a sede da União Estadual dos Estudantes (UEE) e a do Serviço de Informação dos Estados Unidos (USIS). Costa e Silva era esperado no Recife para realização de ato de campanha no prédio da SUDENE nesse dia. A bomba explodiria depois que o guarda-civil Sebastião Thomaz de Aquino, ao perceber uma mala abandonada no saguão do Aeroporto dos Guararapes, resolveu retirá-la de lá para entregar no balcão do Departamento de Aviação Civil (DAC), quando explodiu a bomba dentro da maleta.

## Vítimas
Morreram o jornalista e secretário do governo de Pernambuco Edson Régis de Carvalho e o vice-almirante reformado Nelson Gomes Fernandes. O guarda-civil Sebastião Thomaz de Aquino feriu-se no rosto e nas pernas, o que resultou, alguns meses mais tarde, na amputação de sua perna direita, deformando grande parte do lado direito do seu corpo.  O general Sylvio Ferreira da Silva teve fratura exposta, estourou um tímpano e perdeu quatro dedos da mão esquerda. Outras 12 pessoas contabilizariam os demais feridos no atentado.

## Consequências
Não está claro se Costa e Silva encontrava-se em João Pessoa na manhã do dia do atentado ou se sua origem era outra e o voo a princípio destinado a pousar no Recife foi desviado para João Pessoa de última hora. Seja como for, a mudança do meio de transporte para sua chegada ao Recife pelo ministro do exército, realizando o mesmo por terra ao invés de via aérea, impediu que ele fosse vítima do atentado. Os motivos de tal mudança no meio de transporte, ainda que oficialmente tenham sido alegados problemas técnicos, permanecem obscuros, o que leva alguns a crerem que ele teria sido avisado do acontecimento. À época, nenhum grupo reivindicou a autoria do atentado, até que na década de 80 a Ação Popular (AP) o teria feito. Betinho, que à época pertencia à organização, afirmou em carta a um dos acusados que a bomba foi fruto da ação isolada de um membro da AP, isentando a organização de responsabilidade, sem porém divulgar um nome. Alguns militantes da AP levantam a hipótese de que o mesmo possa ter sido perpetrado por um agente infiltrado na organização. Acusações de nomes aparecem na literatura, mas o fato é que nenhum deles jamais reconheceu participação na ação ou mesmo planejamento e até hoje não estão claros os detalhes da operação. O total de pessoas envolvidas e o papel de cada uma, os objetivos, ou mesmo por que à época não foi reivindicada a autoria do atentado junto com um comunicado à população com algumas exigências ao governo, como em geral fazem as organizações que optam por este tipo de ação, permanecem obscuros e talvez jamais serão conhecidos pois, como o evento está coberto pela lei da anistia, é vedada a reabertura do caso para investigação.
Dois anos após o acontecido, foram acusados Ricardo Zarattini e Edinaldo Miranda como os responsáveis pelo atentado, depois de terem sido presos e acusados de subversão, por seu envolvimento com a articulação da resistência camponesa nas áreas canavieiras da Zona da Mata e leitura considerada subversiva à época. As investigações que apontavam ambos como autores do atentado seriam posteriormente consideradas falhas pela imprensa e governo. Zarattini declarou que ele e Edinaldo foram torturados nas dependências do Departamento de Ordem Política e Social (DOPS) e da Aeronáutica para confessarem um crime que não cometeram. Posteriormente, seria descoberto que os militares já tinham ciência da inocência de ambos à época mas mesmo assim os mantiveram como culpados, provavelmente com o objetivo de estigmatizá-los perante a opinião pública.

## A versão de Jacob Gorender
O historiador Jacob Gorender, baseado em declarações de Jair Ferreira de Sá, dirigente da Ação Popular (AP), aponta o militante político Raimundo Gonçalves Figueiredo como um dos executores, mas essa participação nunca ficou provada. Atualmente, sabe-se da existência de um documento oficial da Aeronáutica  acusando Raimundo de ser o autor do atentado. Este, porém, não esclarece como chegou ao seu nome ou as evidências que o apontaram, deixando dúvidas sobre a credibilidade desta acusação. Este documento permaneceu oculto por vários anos do grande público e imprensa, aparentemente sem motivo que o justificasse. Raimundo viria a ser morto pela Polícia Civil, em abril de 1971, já como integrante da VAR-Palmares. Sua esposa, Maria Regina Lobo Leite Figueiredo, foi assassinada, um ano depois, pela repressão política, na chamada Chacina de Quintino. O corpo de Raimundo nunca foi entregue à sua família, que recebeu a indenização assegurada por lei. O nome de Raimundo foi dado a uma rua em Belo Horizonte.
Jacob Gorender acusa também o ex-padre Alípio de Freitas da AP, de ter sido o mentor do atentado, embora o mesmo tenha negado qualquer envolvimento.  Diversos outros nomes também foram especulados pela imprensa como possíveis autores.

## Comissão Nacional da Verdade
Em dezembro de 2013, a versão pernambucana da Comissão Nacional da Verdade oficializou a inocência do ex-deputado federal Ricardo Zaratinni, que, durante décadas, foi acusado de ter sido um dos responsáveis pelo atentado à bomba que matou duas pessoas em 1966, no Aeroporto dos Guararapes, no Recife. Foi também inocentado o professor Edinaldo Miranda, falecido em 1997. Os documentos que comprovam a inocência dos dois foram coletados em unidades militares de Pernambuco, segundo informou o diretor-executivo da comissão, Fernando de Vasconcelos Coelho. Na mesma ocasião, foi feito um novo atestado de óbito do líder estudantil Odijas Carvalho de Souza, torturado e morto pelos militares em 1971. A versão anterior da morte de Odijas atestava que ele teve uma embolia pulmonar. Na mesma ocasião, o então governador de Pernambuco Eduardo Campos comentou sobre a possibilidade de os militares terem sido os responsáveis pelo atentado. Esta seria uma desconfiança antiga dos adversários do regime, que, segundo Eduardo Campos, teria sido “um episódio utilizado para dividir a resistência ao golpe”.

## Homenagem às vítimas
Há no aeroporto uma placa de bronze com os seguintes dizeres:
| “ | Homenagem da cidade do Recife aos que tombaram neste Aeroporto dos Guararapes, no dia 25 de julho de 1966, vitimados pela insensatez de seus semelhantes: Almirante Nelson Fernandes Jornalista Edson Régis. Sebastião Thomaz de Aquino Glorificados pelo sacrifício, seus nomes serão sempre lembrados, recordando aos pósteros o violento e trágico atentado terrorista, praticado à sorrelfa pelos inimigos da Pátria. Recife, 25 de julho de 1967. Um pensamento que se lhes dedique valerá por um preito de saudade. | ” |